# Танигава, Нагару
Нагару Танигава (яп. 谷川 流 Танигава Нагару) — японский писатель. Родился в 1970 году в префектуре Хиого, регион Кинки, Япония. Выпускник юридического факультета университета Кансэй Гакуин. Наиболее известен как автор серии ранобэ, объединённой под общим названием «Меланхолия Харухи Судзумии». Также пробует себя как мангака и сценарист.

## Работы

### Ранобэ
Серия «Меланхолия Харухи Судзумии»
Статус: публикация приостановлена.
- Меланхолия Харухи Судзумии (яп. 涼宮ハルヒの憂鬱 Судзумия Харухи но ю:уцу) ISBN 4-04-429201-9 (июнь 2003)
- Вздохи Харухи Судзумии (яп. 涼宮ハルヒの溜息 Судзумия Харухи но тамэики) ISBN 4-04-429202-7 (сентябрь 2003)
- Скука Харухи Судзумии (яп. 涼宮ハルヒの退屈 Судзумия Харухи но тайкуцу) ISBN 4-04-429203-5 (декабрь 2003)
- Исчезновение Харухи Судзумии (яп. 涼宮ハルヒの消失 Судзумия Харухи но сё:сицу) ISBN 4-04-429204-3 (июль 2004)
- Ярость Харухи Судзумии (яп. 涼宮ハルヒの暴走 Судзумия Харухи но бо:со:) ISBN 4-04-429205-1 (октябрь 2004)
- Тревога Харухи Судзумии (яп. 涼宮ハルヒの動揺 Судзумия Харухи но до:ё:) ISBN 4-04-429206-X (март 2005)
- Интриги Харухи Судзумии (яп. 涼宮ハルヒの陰謀 Судзумия Харухи но имбо:) ISBN 4-04-429207-8 (август 2005)
- Негодование Харухи Судзумии (яп. 涼宮ハルヒの憤慨 Судзумия Харухи но фунгай) ISBN 4-04-429208-6 (май 2006)
- Распад Харухи Судзумии (яп. 涼宮ハルヒの分裂 Судзумия Харухи но бунрэцу) ISBN 978-4-04-429209-6 (апрель 2007)
- Изумление Харухи Судзумии (первая часть) (яп. 涼宮ハルヒの驚愕 (前) Судзумия Харухи но кё:гаку (дзэн)) ISBN 978-4-04-429211-9 (25 мая 2011, ограниченное издание); ISBN 978-4-04-429211-9 (15 июня 2011, основное издание)
- Изумление Харухи Судзумии (вторая часть) (яп. (涼宮ハルヒの驚愕 (後) Судзумия Харухи но кё:гаку (го)) ISBN 978-4-04-429210-2 (25 мая 2011, ограниченное издание); ISBN 978-4-04-429212-6 (15 июня 2011, основное издание)
- Интуиция Харухи Судзумии (яп. 涼宮ハルヒの直観 Судзумия Харухи но тёккан) ISBN 978-4-04-110792-8 (25 ноября 2020)

Серия «Побег из школы»
Статус: публикация приостановлена.
- Побег из школы! (яп. 学校を出よう！ Гакко: во дэё:!) ISBN 4-8402-2355-6 (июнь 2003)
- Побег из школы — I-My-Me (яп. 学校を出よう!–I‐My‐Me ) ISBN 4-8402-2355-6 (август 2003)
- Побег из школы — Забавный бутлег (яп. 学校を出よう!–The Laughing Bootleg) ISBN 4-8402-2486-2 (октябрь 2003)
- Побег из школы — Пункт назначения (яп. 学校を出よう!–Final Destination) ISBN 4-8402-2632-6 (март 2004)
- Побег из школы — Не мертвый или не живой (яп. 学校を出よう!–Not Dead or Not Alive) ISBN 4-8402-2781-0 (сентябрь 2004)
- Побег из школы — Синдром вампира (яп. 学校を出よう!–Vampire Syndrome) ISBN 4-8402-2828-0 (октябрь 2004)

Серия «Электрошок!! Эгида 5»
Статус: публикация завершена.
- Электрошок!! Эгида 5 (яп. 電撃!! イージス5 Дэнгэки! И:дзису го) ISBN 4-8402-2852-3 (ноябрь 2004)
- Электрошок!! Эгида 5 Act.II (яп. 電撃!! イージス5 Act.II Дэнгэки! И:дзису го Акт II) ISBN 4-8402-3173-7 (октябрь 2005)

Серия «Закрытая Вселенная»
Статус: публикация приостановлена.
- Отчаянный одиночка (яп. 絶望系 閉じられた世界 Дзэцубо:-кэй тодзирарэта сэкай) ISBN 4-8402-3021-8 (апрель 2005)

Серия «Хранитель моего мира»
Статус: публикация завершена.
- Хранитель моего мира (яп. 僕のセカイをまもるヒト Боку но сэкай во мамору хито) ISBN 4-8402-3206-7 (ноябрь 2005)
- Хранитель моего мира 2 (яп. 僕のセカイをまもるヒト 2 Боку но сэкай во мамору хито 2) ISBN 4-8402-3444-2 (июнь 2006)
- Хранитель моего мира  EX (яп. 僕のセカイをまもるヒト ex Боку но сэкай во мамору хито эккусу) ISBN 4-8402-3615-1 (ноябрь 2006)

### Манга
Серия «Лабиринт Амнезии»
Статус: публикация завершена.
- Лабиринт Амнезии 1 (яп. 蜻蛉迷宮 1 Кагэро: мэйкю: 1) ISBN 4-04-868067-6
- Лабиринт Амнезии 2 (яп. 蜻蛉迷宮 2 Кагэро: мэйкю: 2) ISBN 4-04-868301-2